# Karen Straker-Dixon
Pour les articles homonymes, voir Dixon.
Karen Elizabeth Straker-Dixon, née le 17 septembre 1964 à Barnard Castle, est une cavalière britannique de concours complet. Elle est la belle-fille du bobeur Robin Dixon.

## Carrière
Karen Straker participe à quatre éditions des Jeux olympiques. Aux Jeux olympiques d'été de 1988 à Séoul, elle remporte la médaille d'argent de l'épreuve de concours complet par équipe et termine 29e du concours complet individuel sur son cheval Get Smart. C'est avec cette même monture qu'elle se classe sixième des concours complets par équipe et individuel des Jeux olympiques d'été de 1992 à Barcelone et cinquième du concours complet par équipe des Jeux de 1996 à Atlanta. Sa dernière apparition olympique a lieu en 2000 à Sydney où elle est onzième du concours complet individuel.